# Let ČSA 584
Let ČSA 584 směřoval 21. prosince 1948 z Prahy do Lodu v Izraeli. Před dalším mezipřistáním v Athénách se pilot ve špatném počasí a s blížícím se soumrakem rozhodl neletět přímo do Athén, ale obletem Peloponésu se vyhnout bouři. Za špatné viditelnosti se zřítil nedaleko města Pylos. Protože v tu dobu probíhala občanská válka v Řecku, objevily se spekulace o sestřelení letadla ze země poté, co povstalci mylně interpretovali v nouzi vystřelené světlice. Důkazy potvrzující tuto hypotézu však nalezeny nebyly. Místo pádu letadla bylo lokalizováno až v následujících dnech americkým vojenským průzkumným letadlem. Záchranáři dorazili pod vojenskou ochranou na místo 23. prosince a nalezli všechny osoby na palubě mrtvé a okradené.

## Letoun
Letoun Douglas C-47A-20-DK (u RAF označovaný jako Dakota), je vojenskou verzí civilního letounu DC-3. První let stroje sériového čísla 12894 se uskutečnil v roce 1944, posléze sloužil u vzdušných sil USA pod č. 42-93028. V roce 1946 jej získaly ČSA a 14. dubna 1947 se uskutečnil první vzlet na území Československa. Obdržel imatrikulaci OK-WDN a provozní číslo dopravce 14. Tento typ byl v době nehody páteřním strojem ČSA. Měl 21 míst pro cestujících, pětičlennou posádku a dolet přibližně 2500 km.

## Posádka
V osudný den byl velitelem letounu 32letý Václav Foglar, druhým pilotem 24letý Miroslav Churáň, oba bývalí angličtí letci. Radiooperátorem a navigátorem byl 39letý Jaroslav Kuchař, palubním mechanikem 41letý Karol Hudeček a palubní průvodčí 30letá Vlasta Božinová (jedna z první čtveřice československých letušek).

## Let
Let na trase Praha – Řím – Athény – Lod vzlétl z Prahy v 11:46. Letový plán počítal s letem za viditelnosti, ovšem vzhledem k očekávaným meteorologickým podmínkám a k tomu, že se odehrával i za tmy, bylo by bezpečnější a vhodnější uvažovat let podle přístrojů. Na prvním úseku letu se neudálo nic mimořádného kromě toho, že z Říma odlétal stroj s menším zpožděním. Dále měl stroj podle letového plánu přeletět Jaderské moře a nad Korintským zálivem (tj. mezi Peloponésem a evropskou pevninou) pokračovat do Athén. Tento koridor nebyl podle řeckých NOTAMů kapitán oprávněn měnit. 
Pravděpodobně špatné počasí nad zálivem vedlo kapitána k rozhodnutí obletět tuto oblast jižně  a vydal se na jih Peloponésu, aniž by o svém úmyslu informoval athénské Řízení letového provozu. Postupně zřejmě úplně ztratil orientaci, neboť hlásil polohy, později vyhodnocené  jako nemožné, opakovaně žádal o zaměření polohy Athénami, sklesal až na cca 1 km, aby se dostal pod mraky. Radiový signál Athén se postupně ztrácel, pilot ještě vystřelil několik červených světlic jako signál nouze, neboť tísňové radiové volání už Athény neslyšely. Poslední zaznamenaná zpráva s řídícím obsahovala pokyn stoupat do 10000 stop (3 km) v čase 16:40 UTC. V 17.41 zachytila poslední zprávu osádky britská radiostanice v Lossiemouthu, byl to již signál SOS.

## Nehoda
V plné cestovní rychlosti, za tmy a oblačnosti, narazil letoun ve výšce 1200 m do úbočí hory Megali Lake v pohoří Taygetos, 15 km severovýchodně od města Kalamata. Letoun se roztříštil, vznikl požár a všechny osoby na palubě na místě zahynuly. Po letadle bylo vyhlášeno pátrání, ale trvalo dva dny, než byly trosky objeveny a další den, než se na místo dostaly záchranné týmy s asistencí armády. Českoslovenští zástupci ze Státní letecké správy Ministerstva vnitra, kteří na místě vyšetřovali příčinu katastrofy, se vyjádřili, že neštěstí mohlo být zabráněno, kdyby řecká stanice na letišti v Hassani poslala do Říma spolehlivější meteorologické hlášení. Volání SOS nebylo slyšet v Athénách, ačkoli je zachytila stanice na Maltě.